# Килега
Килега — река в России, протекает в Буйском районе Костромской области. Устье реки находится в 2,2 км по правому берегу реки Монза. Длина реки составляет 10 км.
Исток расположен в болотах на границе с Вологодской областью. Течёт на северо-восток и восток по лесному массиву. В нижнем течении на берегу деревня Пустыня. Впадает в Монзу у села Курилово.

## Данные водного реестра
По данным государственного водного реестра России относится к Верхневолжскому бассейновому округу, водохозяйственный участок реки — Кострома от истока до водомерного поста у деревни Исады, речной подбассейн реки — Волга ниже Рыбинского водохранилища до впадения Оки. Речной бассейн реки — (Верхняя) Волга до Куйбышевского водохранилища (без бассейна Оки).
Код объекта в государственном водном реестре — 08010300112110000012120.